# Iglesia de San Pedro Mártir (Juli)
Iglesia San Pedro Mártir construida por orden de los padres dominicos españoles aproximadamente en 1565. Fue culminada por los jesuitas en 1576.

## Descripción
Está construida en piedra granito blanco, en forma de Cruz Latina. El templo tiene un estilo barroco, también con la representación de pájaros y otros animales autóctonos de la región. En su interior se encuentran pinturas de las escuelas: española, italiana y cuzqueña.

## Galería

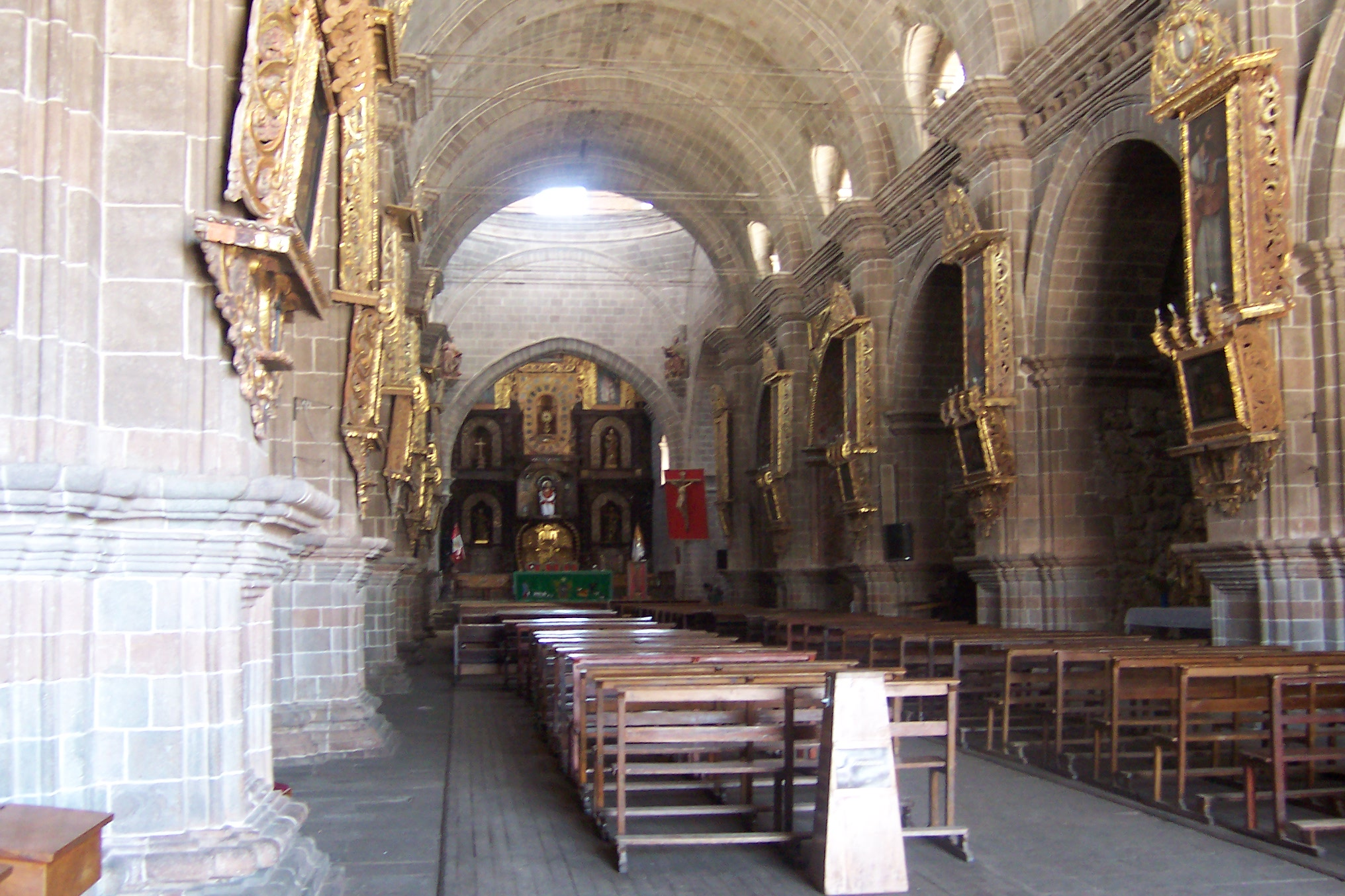
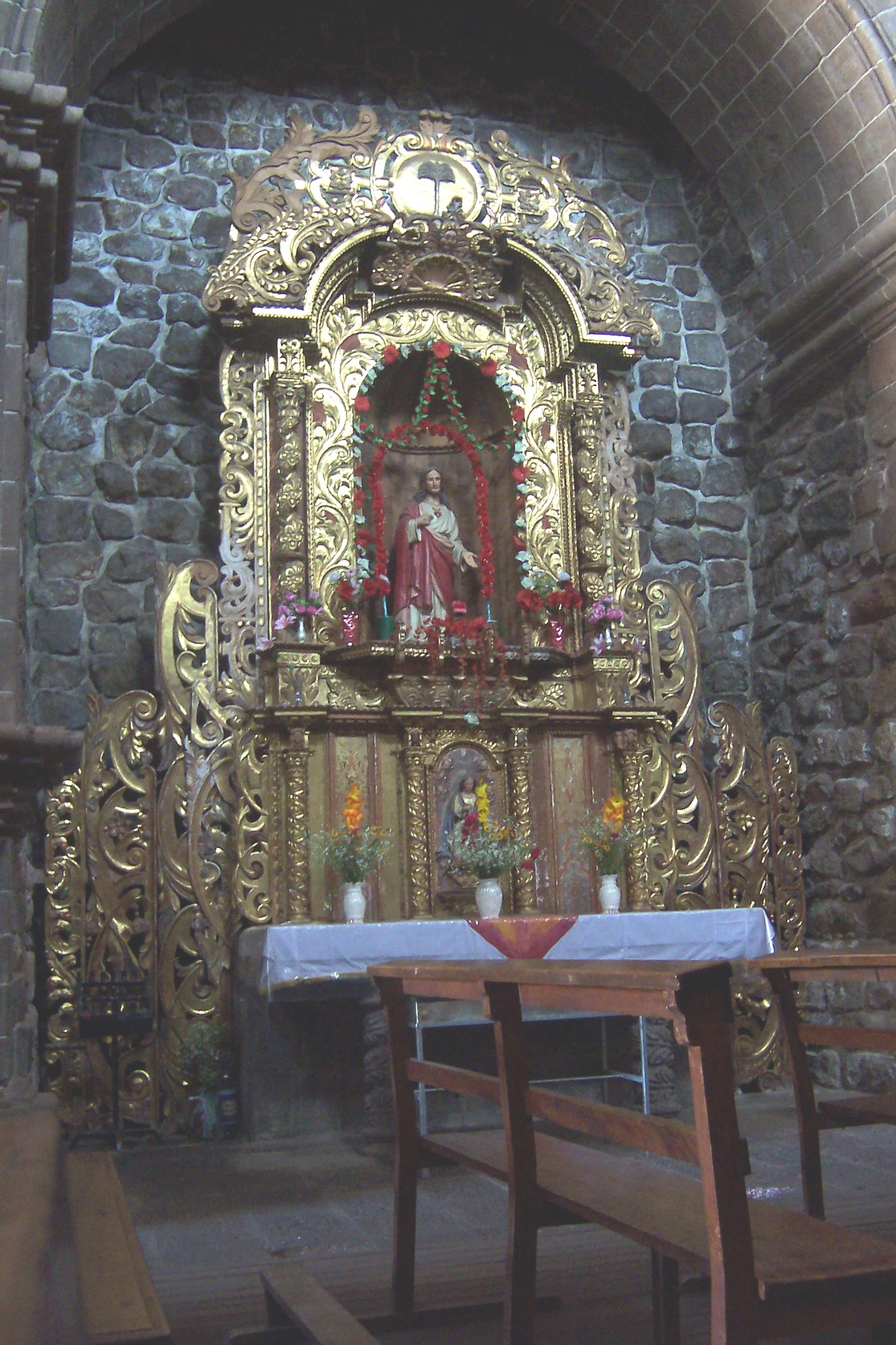
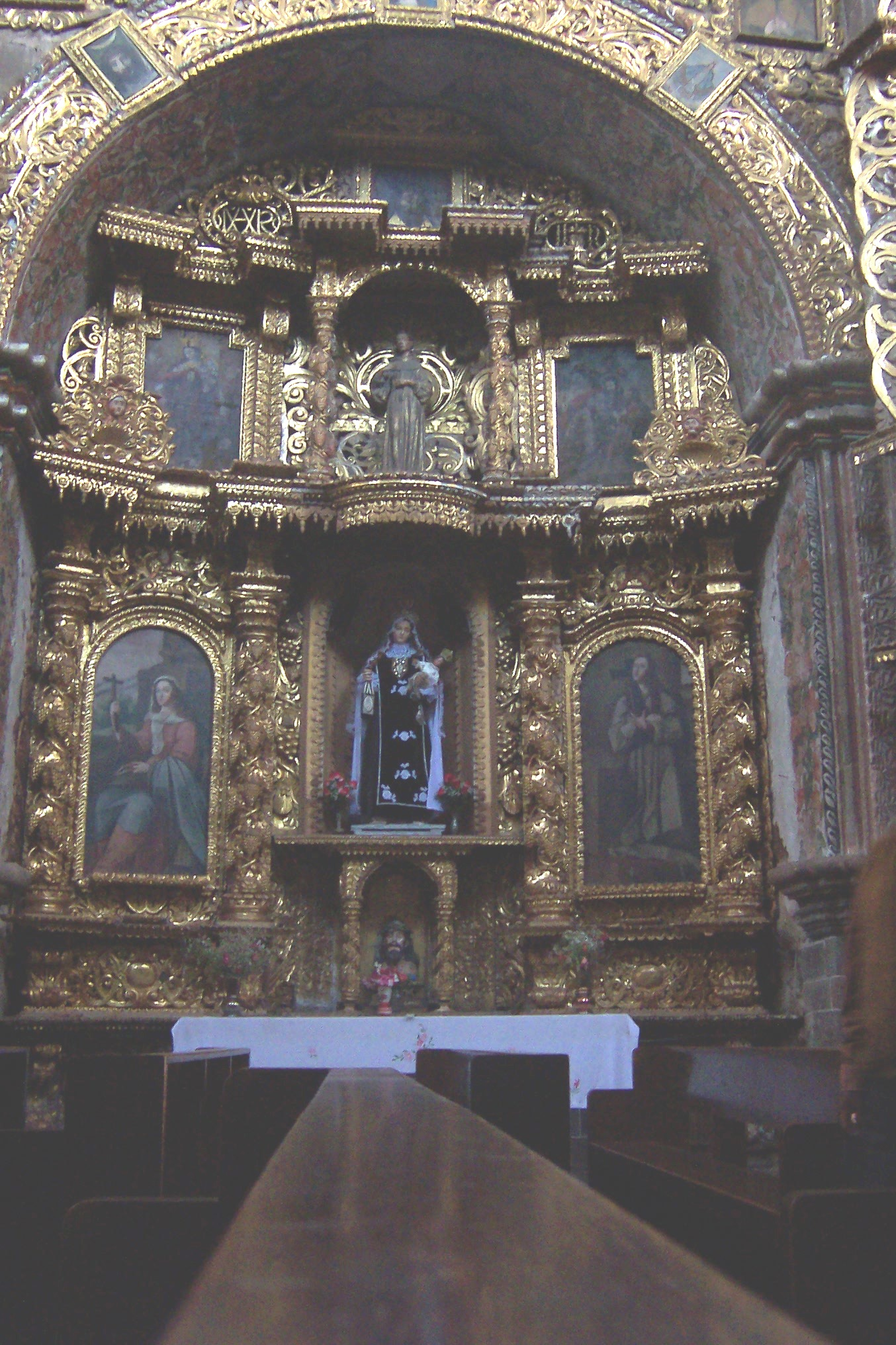
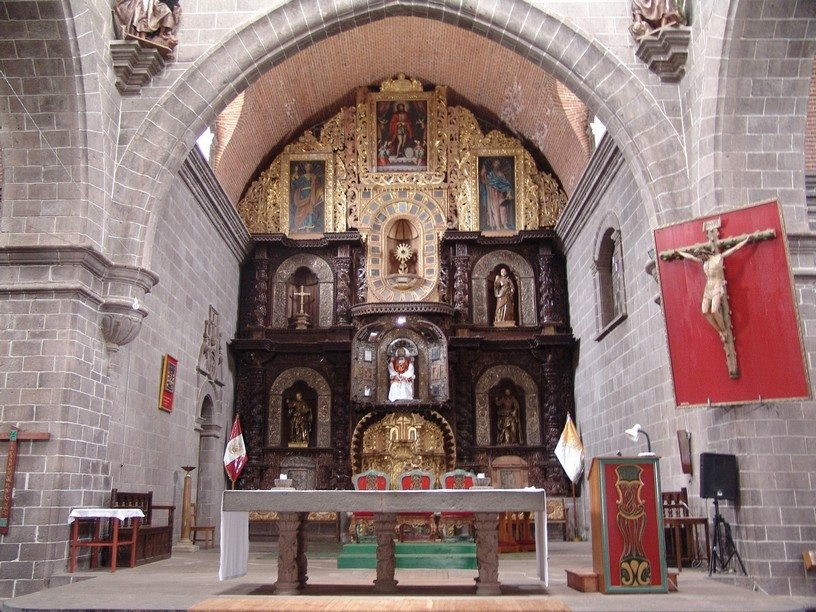
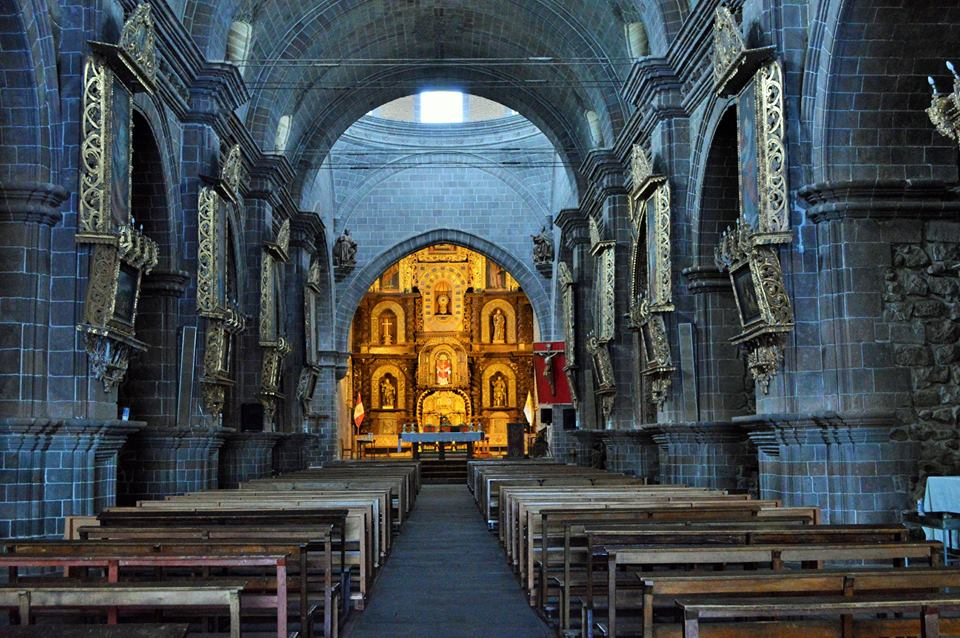
Interior de la Iglesia San Pedro Mártir de Juli